# Thabang Molefe
Thabang Molefe (Potchefsproom, 11 aprile 1979) è un ex calciatore sudafricano, di ruolo difensore.